# Rémy Geoffroy
Rémy Geoffroy (né le 22 mars 1963 à Dijon) est un athlète français, spécialiste du 1 500 mètres.

## Biographie
Il remporte le titre du 1 500 mètres lors des championnats de France 1987.
Il participe aux Jeux olympiques de 1988, à Séoul, où il atteint les demi-finales du 1 500 m.
Son record personnel sur 1 500 m est de 3 min 35 s 52 (1987).

### Palmarès
- Championnats de France d'athlétisme :
  - vainqueur du 1 500 m en 1987

### Records
- 1 500 m : 3 min 35 s 52 à Rome le 04/09/1987